# Liste der Kulturdenkmäler in Hamburg-HafenCity
Die Liste der Kulturdenkmäler in Hamburg-HafenCity enthält die in der Denkmalliste ausgewiesenen Denkmäler auf dem Gebiet des Stadtteils HafenCity der Freien und Hansestadt Hamburg.
Basis ist der Datensatz Denkmalliste Hamburg auf dem Transparenzportal Hamburg. Dieser enthält alle Objekte, die rechtskräftig nach dem Hamburger Denkmalschutzgesetz vom 5. April 2013 unter Denkmalschutz stehen (§ 6 Abs. 1 DSchG HA) oder zumindest zeitweise standen. Die Denkmalliste steht auch als PDF-Dokument zur Verfügung. Alle Denkmäler in HafenCity, die schon nach dem Denkmalschutzgesetz vom 3. Dezember 1973, zuletzt geändert am 27. November 2007, unter Denkmalschutz standen, sind auch auf der Liste der Kulturdenkmäler im Hamburger Bezirk Hamburg-Mitte zu finden.

## Legende
- ID: Gibt die vom Denkmalschutzamt Hamburg vergebene Objekt-ID (Identifikationsnummer) des Kulturdenkmals an, (in Klammern gegebenenfalls die Denkmalnummer nach altem Denkmalschutzgesetz).
- Adresse: Nennt den Straßennamen und, wenn vorhanden, die Hausnummer des Kulturdenkmals. Die Grundsortierung der Liste erfolgt nach dieser Adresse.
- Art: Zeigt an, ob es ein Objekt („O“) oder ein Ensemble („E“) ist.
- Datierung: Gibt die Datierung an; das Jahr der Fertigstellung bzw. den Zeitraum der Errichtung.
- Ensemble: Gibt die Nummer des Ensembles an, zu der das Objekt gehört, bzw. bei Ensembles die Nummer des Ensembles selbst.

Hinweis: Die Grundsortierung der Liste erfolgt nach der Adresse und ist alternativ nach ID, Art (Objekt oder Ensemble), Typ, Datierung, Entwurf oder Kurzbeschreibung sortierbar.

| ID           | Adresse | Art | Typ                                                  | Kurzbeschreibung | Datierung                         | Entwurf | Ensemble | Bild           |
| ------------ | --- | --- | ---------------------------------------------------- | --- | --------------------------------- | --- | -------- | -------------- |
| 29911        | Alter Wandrahm 4, 5, 6, 7, 8, 9, 10, 11, 12, 13, 14, 15, 15a, 16, 17, 18, 19, 20, 21, Am Sandtorkai 1, 2, 3, 4, 5, 6, 23, 24, 25, 26, 27, 28, 28a, 30, 31, 32, 33, 34, 35, 36, 36a, 37, 38, 39, 40, 41, 54, 56, 58, 60, 62, 64a, 64b, 66, 68, 70, 71, 72, 73, 74, 75, 76, 77, Auf dem Sande 1, 1a, 2, 4, Bei den Mühren o. Nr., Bei St. Annen 1, 2, Brook 1, 2, 3, 4, 5, 6, 7, 8, 9, o. Nr., Brooksbrücke o. Nr., Brooktorkai 1, 3, 4, 5, 6, 7, 8, 9, 10, 11, 12, 13, 14, 15, 16, 17, Brooktorkaibrücke o. Nr., Dienerreihe 2, 3, 4, Ericus 1, Ericusbrücke o. Nr., Ericusspitze o. Nr., Holländischbrookfleetbrücke o. Nr., Holländischer Brook 1, 2, 3, 4, 5, 6, 7, Jungfernbrücke o. Nr., Kannengießerort 5, 7, Kannengießerortbrücke o. Nr., Kehrwieder 1, 2, 4, 5, 6, 7, 8, 9, 9a, 10, 11, 12, Kehrwiederspitze 1, Kehrwiedersteg 1, o. Nr., Kibbelsteg o. Nr., Kleine Wandrahmsbrücke o. Nr., Kornhausbrücke o. Nr., Neuer Wandrahm 1, 2, 3, 4, 5, o. Nr., Neuerwegsbrücke o. Nr., Niederbaumbrücke o. Nr., Pickhuben 2, 3, 4, 5, 6, 7, 9, Pickhubenbrücke o. Nr., Poggenmühle 1, 2, 3, Poggenmühlenbrücke o. Nr., Sandbrücke o. Nr., Sandtorhöft o. Nr., Sandtorkai o. Nr., St. Annenbrücke o. Nr., St. Annenufer 2, 3, 4, 5, 6, Teerhof 1, Wandbereiterbrücke o. Nr., Wandrahmsfleetbrücke o. Nr., Wandrahmsteg o. Nr., Wilhelminenbrücke o. Nr., Brooksfleet, Holländischbrookfleet, Kehrwiederfleet, Kleines Fleet, St. Annenfleet, Wandrahmsfleet (Lage) | E   |                                                      | Speicherstadt |                                   | | 29911    | weitere Bilder |
| 12451 (968)  | Alter Wandrahm 4 (Lage) | O   | Speicher                                             | Block W | 1925/27                           | | 29911    |                |
| 12450 (968)  | Alter Wandrahm 5 (Lage) | O   | Speicher                                             | Block W | 1925/27                           | | 29911    |                |
| 12449 (968)  | Alter Wandrahm 6 (Lage) | O   | Speicher                                             | Block W | 1925/27                           | | 29911    |                |
| 12448 (968)  | Alter Wandrahm 7 (Lage) | O   | Speicher                                             | Block W | 1925/27                           | | 29911    |                |
| 12445 (968)  | Alter Wandrahm 8 (Lage) | O   | Speicher                                             | Block W | 1899/1912                         | Schrader, Gustav                                                                                                 | 29911    |                |
| 12444 (968)  | Alter Wandrahm 9 (Lage) | O   | Speicher                                             | Block W | 1899/1912                         | Schrader, Gustav                                                                                                 | 29911    |                |
| 12443 (968)  | Alter Wandrahm 10 (Lage) | O   | Speicher                                             | Block W | 1899/1912                         | Schrader, Gustav                                                                                                 | 29911    |                |
| 12442 (968)  | Alter Wandrahm 11 (Lage) | O   | Speicher                                             | Block W | 1899/1912                         | Schrader, Gustav                                                                                                 | 29911    |                |
| 12083 (968)  | Alter Wandrahm 12 (Lage) | O   | Speicher                                             | Block T | 1965/67                           | Kallmorgen, Werner                                                                                               | 29911    |                |
| 12435 (968)  | Alter Wandrahm 13 (Lage) | O   | Speicher                                             | Block S | 1899/1912                         | Schrader, Gustav                                                                                                 | 29911    |                |
| 12436 (968)  | Alter Wandrahm 14 (Lage) | O   | Speicher                                             | Block S | 1899/1912                         | Schrader, Gustav                                                                                                 | 29911    |                |
| 12437 (968)  | Alter Wandrahm 15 (Lage) | O   | Speicher                                             | Block S | 1899/1912                         | Schrader, Gustav                                                                                                 | 29911    |                |
| 12438 (968)  | Alter Wandrahm 15a (Lage) | O   | Zollschuppen (mit Büroteil)                          | | 1899/1912                         | | 29911    |                |
| 12439 (968)  | Alter Wandrahm 16 (Lage) | O   | Zollschuppen (mit Büroteil)                          | Deutsches Zollmuseum                                                                                                  | 1899/1912                         | | 29911    |                |
| 12440 (968)  | Alter Wandrahm 17 (Lage) | O   | Zollschuppen (mit Büroteil)                          | | 1899/1912                         | | 29911    |                |
| 12441 (968)  | Alter Wandrahm 18 (Lage) | O   | Zollschuppen (mit Büroteil)                          | | 1899/1912                         | | 29911    |                |
| 12446 (968)  | Alter Wandrahm 19 (Lage) | O   | Zollschuppen (mit Büroteil)                          | | 1899/1912                         | | 29911    |                |
| 12447 (968)  | Alter Wandrahm 20 (Lage) | O   | Zollschuppen (mit Büroteil)                          | | 1899/1912                         | | 29911    |                |
| 12452 (968)  | Alter Wandrahm 21 (Lage) | O   | Zollschuppen (mit Büroteil)                          | | 1899/1912                         | | 29911    |                |
| 29297        | Am Kaiserkai o. Nr. (Lage) | O   | Halbportalkrananlage                                 | Am Dalmannkai o. Nr., Halbportalkräne mit Kranbahn auf der Südseite                                                   | 1965                              | |          |                |
| 13378 (968)  | Am Sandtorkai 1 (Lage) | O   | Verwaltungsgebäude                                   | | 1885–1888                         | Hanssen & Meerwein (Hanssen, Bernhard/Meerwein, Wilhelm Emil); Stammann & Zinnow (Stammann, Hugo/Zinnow, Gustav) | 29911    |                |
| 12075 (968)  | Am Sandtorkai 2 (Lage) | O   | Speicher                                             | | 1887/88                           | | 29911    |                |
| 12076 (968)  | Am Sandtorkai 3 (Lage) | O   | Bürogebäude                                          | | 1955/59                           | Kallmorgen, Werner                                                                                               | 29911    |                |
| 12077 (968)  | Am Sandtorkai 4 (Lage) | O   | Bürogebäude                                          | | 1955/59                           | Kallmorgen, Werner                                                                                               | 29911    |                |
| 12078 (968)  | Am Sandtorkai 5 (Lage) | O   | Bürogebäude                                          | | 1955/59                           | Kallmorgen, Werner                                                                                               | 29911    |                |
| 12081 (968)  | Am Sandtorkai 6 (Lage) | O   | Parkhaus                                             | | 2004                              | | 29911    |                |
| 12074 (968)  | Am Sandtorkai 23 (Lage) | O   | Speicher                                             | | 1885–88                           | | 29911    |                |
| 12879 (968)  | Am Sandtorkai 24 (Lage) | O   | Speicher                                             | Block N | 1885–88                           | | 29911    |                |
| 12880 (968)  | Am Sandtorkai 25 (Lage) | O   | Speicher                                             | Block N | 1885–88                           | | 29911    |                |
| 12881 (968)  | Am Sandtorkai 26 (Lage) | O   | Speicher                                             | | 1885–88                           | | 29911    |                |
| 12882 (968)  | Am Sandtorkai 27 (Lage) | O   | Speicher                                             | Block M | 1885–88                           | | 29911    |                |
| 12883 (968)  | Am Sandtorkai 28 (Lage) | O   | Speicher                                             | Block M | 1885–88                           | | 29911    |                |
| 12884 (968)  | Am Sandtorkai 28a (Lage) | O   | Speicher                                             | | 1885–88                           | | 29911    |                |
| 12885 (968)  | Am Sandtorkai 30 (Lage) | O   | Kesselhaus/Maschinenhaus                             | Kessel- und Maschinenhaus                                                                                             | 1886/87                           | Meyer, Franz Andreas                                                                                             | 29911    |                |
| 12886 (968)  | Am Sandtorkai 31 (Lage) | O   | Speicher                                             | Block L | 1885–88                           | | 29911    |                |
| 13725 (968)  | Am Sandtorkai 32 (Lage) | O   | Speicher                                             | Block L | 1887/88                           | Thielen, Georg                                                                                                   | 29911    |                |
| 13726 (968)  | Am Sandtorkai 33 (Lage) | O   | Speicher                                             | Block L | 1887/88                           | Thielen, Georg                                                                                                   | 29911    |                |
| 13727 (968)  | Am Sandtorkai 34 (Lage) | O   | Speicher                                             | Block L | 1887/88                           | Thielen, Georg                                                                                                   | 29911    |                |
| 13728 (968)  | Am Sandtorkai 35 (Lage) | O   | Speicher                                             | Block L | 1887/88                           | Thielen, Georg                                                                                                   | 29911    |                |
| 13729 (968)  | Am Sandtorkai 36 (Lage) | O   | Speicher                                             | Block L | 1887/88                           | Thielen, Georg                                                                                                   | 29911    |                |
| 12073 (968)  | Am Sandtorkai 36a (Lage) | O   | Speicher                                             | Block L | 1887/88                           | Thielen, Georg                                                                                                   | 29911    |                |
| 12072 (968)  | Am Sandtorkai 37 (Lage) | O   | Speicher                                             | Block K | 20. Jh.                           | | 29911    |                |
| 14879 (968)  | Am Sandtorkai 38 (Lage) | O   | Speicher                                             | | 20. Jh., Ende                     | | 29911    |                |
| 14880 (968)  | Am Sandtorkai 39 (Lage) | O   |                                                      | | 20. Jh., Ende                     | | 29911    |                |
| 14881 (968)  | Am Sandtorkai 40 (Lage) | O   |                                                      | | 20. Jh., Ende                     | | 29911    |                |
| 14882 (968)  | Am Sandtorkai 41 (Lage) | O   |                                                      | | 20. Jh., Ende                     | | 29911    |                |
| 14883 (968)  | Am Sandtorkai 54 (Lage) | O   |                                                      | | 2000, um                          | | 29911    |                |
| 14884 (968)  | Am Sandtorkai 56 (Lage) | O   |                                                      | | 2000, um                          | | 29911    |                |
| 14885 (968)  | Am Sandtorkai 58 (Lage) | O   |                                                      | | 2000, um                          | | 29911    |                |
| 14886 (968)  | Am Sandtorkai 60 (Lage) | O   |                                                      | | 2000, um                          | | 29911    |                |
| 14887 (968)  | Am Sandtorkai 62 (Lage) | O   |                                                      | | 2000, um                          | | 29911    |                |
| 14888 (968)  | Am Sandtorkai 64a (Lage) | O   |                                                      | | 2000, um                          | | 29911    |                |
| 14889 (968)  | Am Sandtorkai 64b (Lage) | O   |                                                      | | 2000, um                          | | 29911    | BW             |
| 14890 (968)  | Am Sandtorkai 66 (Lage) | O   |                                                      | | 2000, um                          | | 29911    |                |
| 14891 (968)  | Am Sandtorkai 68 (Lage) | O   |                                                      | | 2000, um                          | | 29911    |                |
| 14892 (968)  | Am Sandtorkai 70 (Lage) | O   |                                                      | | 2000, um                          | | 29911    |                |
| 14893 (968)  | Am Sandtorkai 71 (Lage) | O   |                                                      | | 2000, um                          | | 29911    |                |
| 14894 (968)  | Am Sandtorkai 72 (Lage) | O   |                                                      | | 2000, um                          | | 29911    |                |
| 14895 (968)  | Am Sandtorkai 73 (Lage) | O   |                                                      | | 2000, um                          | | 29911    |                |
| 14896 (968)  | Am Sandtorkai 74 (Lage) | O   |                                                      | Auf dem Foto das Gebäude links der Brücke                                                                             | 2000, um                          | | 29911    |                |
| 14969 (968)  | Am Sandtorkai 75 (Lage) | O   |                                                      | | 2000, um                          | | 29911    |                |
| 14970 (968)  | Am Sandtorkai 76 (Lage) | O   |                                                      | | 2000, um                          | | 29911    |                |
| 14971        | Am Sandtorkai 77 (Lage) | O   |                                                      | | 2000, um                          | | 29911    |                |
| 12420 (968)  | Auf dem Sande 1 (Lage) | O   | Speicher                                             | Block E | 1887/88                           | Thielen, Georg                                                                                                   | 29911    |                |
| 12423 (968)  | Auf dem Sande 1a (Lage) | O   | Speicher                                             | Block E | 1887/88                           | Thielen, Georg                                                                                                   | 29911    |                |
| 12421 (968)  | Auf dem Sande 2 (Lage) | O   | Verwaltungsgebäude                                   | | 1885–87; 1950er Jahre             | | 29911    |                |
| 12422 (968)  | Auf dem Sande 4 (Lage) | O   | Speicher                                             | Block L | 1887/88                           | Thielen, Georg                                                                                                   | 29911    |                |
| 12191 (968)  | Bei St. Annen 1 (Lage) | O   | Verwaltungsgebäude                                   | Speicherstadtrathaus                                                                                                  | 1902/03                           | Grotjan, Hannsen & Meerwein (Grotjan, Johannes/Hanssen, Bernhard/Meerwein, Wilhelm Emil)                         | 29911    |                |
| 12192 (968)  | Bei St. Annen 2 (Lage) | O   | Verwaltungsgebäude                                   | Freihafenamt | 1953/54                           | Kallmorgen, Werner                                                                                               | 29911    |                |
| 11793 (968)  | Brook 1 (Lage) | O   | Kontorhaus (mit Speicherböden)                       | Block H | 1887/88                           | Thielen, Georg                                                                                                   | 29911    | BW             |
| 11794 (968)  | Brook 2 (Lage) | O   | Kontorhaus (mit Speicherböden)                       | Block H | 1887/88                           | Thielen, Georg                                                                                                   | 29911    | BW             |
| 11795 (968)  | Brook 3 (Lage) | O   | Speicher                                             | Block E | 1887/88                           | Thielen, Georg                                                                                                   | 29911    |                |
| 11796 (968)  | Brook 4 (Lage) | O   | Speicher                                             | Block E | 1887/88                           | Thielen, Georg                                                                                                   | 29911    |                |
| 11797 (968)  | Brook 5 (Lage) | O   | Speicher                                             | Block E | 1887/88                           | Thielen, Georg                                                                                                   | 29911    |                |
| 11798 (968)  | Brook 6 (Lage) | O   | Speicher                                             | Block E | 1887/88                           | Thielen, Georg                                                                                                   | 29911    |                |
| 11799 (968)  | Brook 7 (Lage) | O   | Speicher                                             | Block E | 1887/88                           | Thielen, Georg                                                                                                   | 29911    |                |
| 11800 (968)  | Brook 8 (Lage) | O   | Speicher                                             | Block E | 1887/88                           | Thielen, Georg                                                                                                   | 29911    |                |
| 11801 (968)  | Brook 9 (Lage) | O   | Speicher                                             | Block E | 1887/88                           | Thielen, Georg                                                                                                   | 29911    |                |
| 12091 (968)  | Brook o. Nr. (Lage) | O   | Brücke                                               | Kannengießerbrücke | 1886                              | | 29911    |                |
| 12488 (968)  | Brooksfleet (Lage) | O   | Kanal, Fleet                                         | Brooksfleet | 1885, ab                          | | 29911    |                |
| 12084 (968)  | Brooktorkai 1 (Lage) | O   | Speicher                                             | | 2004, um                          | | 29911    |                |
| 12200 (968)  | Brooktorkai 3 (Lage) | O   | Speicher                                             | Block X | 1899/1912                         | Bauabteilung der HFLG/Raywood, Paul                                                                              | 29911    |                |
| 12458 (968)  | Brooktorkai 4 (Lage) | O   | Speicher                                             | Block X | 1899/1912                         | Bauabteilung der HFLG/Raywood, Paul                                                                              | 29911    |                |
| 12459 (968)  | Brooktorkai 5 (Lage) | O   | Speicher                                             | Block X | 1899/1912                         | Bauabteilung der HFLG/Raywood, Paul                                                                              | 29911    |                |
| 12460 (968)  | Brooktorkai 6 (Lage) | O   | Speicher                                             | Block X | 1899/1912                         | Bauabteilung der HFLG/Raywood, Paul                                                                              | 29911    |                |
| 12461 (968)  | Brooktorkai 7 (Lage) | O   | Speicher                                             | Block X | 1899/1912                         | Bauabteilung der HFLG/Raywood, Paul                                                                              | 29911    |                |
| 12462 (968)  | Brooktorkai 8 (Lage) | O   | Speicher                                             | Block X | 1899/1912                         | Bauabteilung der HFLG/Raywood, Paul                                                                              | 29911    |                |
| 12463 (968)  | Brooktorkai 9 (Lage) | O   | Speicher                                             | Block X | 1899/1912                         | Bauabteilung der HFLG/Raywood, Paul                                                                              | 29911    |                |
| 12464 (968)  | Brooktorkai 10 (Lage) | O   | Speicher                                             | Block X | 1899/1912                         | Bauabteilung der HFLG/Raywood, Paul                                                                              | 29911    |                |
| 12082 (968)  | Brooktorkai 11 (Lage) | O   | Speicher                                             | Block V | 1908, um                          | Hanssen & Meerwein (Hanssen, Bernhard/Meerwein, Wilhelm Emil)                                                    | 29911    |                |
| 12465 (968)  | Brooktorkai 12 (Lage) | O   | Speicher                                             | Block V | 1908, um                          | Hanssen & Meerwein (Hanssen, Bernhard/Meerwein, Wilhelm Emil)                                                    | 29911    |                |
| 12466 (968)  | Brooktorkai 13 (Lage) | O   | Speicher                                             | Block V | 1908, um                          | Hanssen & Meerwein (Hanssen, Bernhard/Meerwein, Wilhelm Emil)                                                    | 29911    |                |
| 12467 (968)  | Brooktorkai 14 (Lage) | O   | Speicher                                             | Block V | 1908, um                          | Hanssen & Meerwein (Hanssen, Bernhard/Meerwein, Wilhelm Emil)                                                    | 29911    |                |
| 12468 (968)  | Brooktorkai 15 (Lage) | O   | Speicher                                             | Block V | 1908, um                          | Hanssen & Meerwein (Hanssen, Bernhard/Meerwein, Wilhelm Emil)                                                    | 29911    |                |
| 12469 (968)  | Brooktorkai 16 (Lage) | O   | Speicher                                             | Block V | 1908, um                          | Hanssen & Meerwein (Hanssen, Bernhard/Meerwein, Wilhelm Emil)                                                    | 29911    |                |
| 12470 (968)  | Brooktorkai 17 (Lage) | O   | Toilettengebäude                                     | Fleetschlösschen | 1900, um                          | | 29911    |                |
| 12499 (968)  | Brooktorkaibrücke o. Nr. (Lage) | O   | Brücke                                               | Brooktorkaibrücke | 1885                              | | 29911    |                |
| 11813 (1272) | Dalmannstraße 1 (Lage) | O   | Verwaltungsgebäude                                   | Altes Hafenamt | 1885/1886                         | |          |                |
| 12453 (968)  | Dienerreihe 2 (Lage) | O   | Speicher                                             | Block W | 1899/1912                         | Schrader, Gustav                                                                                                 | 29911    |                |
| 12454 (968)  | Dienerreihe 3 (Lage) | O   | Speicher                                             | Block V | 1899/1912                         | Hanssen & Meerwein (Hanssen, Bernhard/Meerwein, Wilhelm Emil)                                                    | 29911    | BW             |
| 12455 (968)  | Dienerreihe 4 (Lage) | O   | Wohngebäude/Verwaltungsgebäude (Dienstgebäude)       | Wasserschloss | 1899/1912                         | | 29911    |                |
| 12190 (968)  | Ericus 1 (Lage) | O   | Zollamt                                              | Altes Zollhaus | 1910, um                          | | 29911    | weitere Bilder |
| 14151 (968)  | Ericusbrücke o. Nr. (Lage) | O   | Brücke                                               | Ericusbrücke | 1870                              | | 29911    |                |
| 12471 (968)  | Ericusspitze o. Nr. | O   | Höft                                                 | Ericusspitze | 20. Jh., Anfang                   | | 29911    |                |
| 29329        | Freihafenelbbrücke o. Nr. (Lage) | O   | Straßenbrücken                                       | Freihafenelbbrücke (über die Norderelbe, östlich Am Holthusenkai), Brücke mit Treppenanlagen und Flügelmauern         | 1914/26; 1926/27                  | |          |                |
| 12278 (968)  | Holländischbrookfleet (Lage) | O   | Kanal, Fleet                                         | Holländischbrookfleet                                                                                                 | 1888, ab                          | | 29911    |                |
| 12484 (968)  | Holländischbrookfleetbrücke o. Nr. (Lage) | O   | Brücke                                               | Holländischbrookfleetbrücke                                                                                           | 1902                              | | 29911    |                |
| 12193 (968)  | Holländischer Brook 1 (Lage) | O   | Speicher                                             | | 1903, um                          | Hanssen & Meerwein (Hanssen, Bernhard/Meerwein, Wilhelm Emil)                                                    | 29911    |                |
| 12194 (968)  | Holländischer Brook 2 (Lage) | O   | Speicher                                             | | 1903, um                          | Hanssen & Meerwein (Hanssen, Bernhard/Meerwein, Wilhelm Emil)                                                    | 29911    |                |
| 12195 (968)  | Holländischer Brook 3 (Lage) | O   | Speicher                                             | | 1903, um                          | Hanssen & Meerwein (Hanssen, Bernhard/Meerwein, Wilhelm Emil)                                                    | 29911    |                |
| 12196 (968)  | Holländischer Brook 4 (Lage) | O   | Speicher                                             | | 1903, um                          | Hanssen & Meerwein (Hanssen, Bernhard/Meerwein, Wilhelm Emil)                                                    | 29911    |                |
| 12197 (968)  | Holländischer Brook 5 (Lage) | O   | Speicher                                             | | 1903, um                          | Hanssen & Meerwein (Hanssen, Bernhard/Meerwein, Wilhelm Emil)                                                    | 29911    |                |
| 12198 (968)  | Holländischer Brook 6 (Lage) | O   | Speicher                                             | | 1903, um                          | Hanssen & Meerwein (Hanssen, Bernhard/Meerwein, Wilhelm Emil)                                                    | 29911    |                |
| 12199 (968)  | Holländischer Brook 7 (Lage) | O   | Verwaltungsgebäude                                   | Speicherstadtrathaus                                                                                                  | 1902/03                           | Grotjan, Hannsen & Meerwein (Grotjan, Johannes/Hanssen, Bernhard/Meerwein, Wilhelm Emil)                         | 29911    |                |
| 12428 (968)  | Kannengießerort 5 (Lage) | O   | Speicher                                             | Block P | 1891/96                           | Thielen, Georg                                                                                                   | 29911    |                |
| 12429 (968)  | Kannengießerort 7 (Lage) | O   | Speicher                                             | Block Q | 1887/88                           | Hanssen & Meerwein (Hanssen, Bernhard/Meerwein, Wilhelm Emil)                                                    | 29911    |                |
| 12480 (968)  | Kannengießerortbrücke o. Nr. (Lage) | O   | Brücke                                               | Kannengießerortbrücke                                                                                                 | 1886                              | | 29911    |                |
| 14972 (968)  | Kehrwieder 1 (Lage) | O   |                                                      | | 1885–88                           | | 29911    | weitere Bilder |
| 12080 (968)  | Kehrwieder 2 (Lage) | O   | Speicher (mit Geschäft (Postamt))                    | Staatsspeicher, ehem. (Block D)                                                                                       | 1886/88                           | Meyer, Franz Andreas                                                                                             | 29911    |                |
| 12415 (968)  | Kehrwieder 4 (Lage) | O   | Speicher                                             | Block D | 1887/88                           | Thielen, Georg                                                                                                   | 29911    |                |
| 12416 (968)  | Kehrwieder 5 (Lage) | O   | Speicher                                             | Block D | 1887/88                           | Thielen, Georg                                                                                                   | 29911    |                |
| 12417 (968)  | Kehrwieder 6 (Lage) | O   | Speicher                                             | Block D | 1887/88                           | Thielen, Georg                                                                                                   | 29911    |                |
| 12418 (968)  | Kehrwieder 7 (Lage) | O   | Speicher                                             | Block D | 1887/88                           | Thielen, Georg                                                                                                   | 29911    |                |
| 14973 (968)  | Kehrwieder 8 (Lage) | O   |                                                      | | 2000, um                          | | 29911    |                |
| 14974 (968)  | Kehrwieder 9 (Lage) | O   |                                                      | | 2000, um                          | | 29911    |                |
| 14977 (968)  | Kehrwieder 9a (Lage) | O   |                                                      | | 2000, um                          | | 29911    |                |
| 14975 (968)  | Kehrwieder 10 (Lage) | O   |                                                      | | 2000, um                          | | 29911    |                |
| 14976 (968)  | Kehrwieder 11 (Lage) | O   |                                                      | | 2000, um                          | | 29911    |                |
| 14978 (968)  | Kehrwieder 12 (Lage) | O   |                                                      | | 2000, um                          | | 29911    |                |
| 12487 (968)  | Kehrwiederfleet (Lage) | O   | Kanal, Fleet                                         | Kehrwiederfleet | 1885, ab                          | | 29911    |                |
| 12079 (968)  | Kehrwiederspitze 1 (Lage) | O   | Polizeiwache                                         | | 1887/88                           | | 29911    |                |
| 12419 (968)  | Kehrwiedersteg 1 (Lage) | O   | Speicher                                             | Block D | 1887/88                           | Thielen, Georg                                                                                                   | 29911    |                |
| 12086 (968)  | Kehrwiedersteg o. Nr. (Lage) | O   | Brücke                                               | Kehrwiedersteg | 1997                              | Schweger und Partner (Schweger, Peter; u. a.)                                                                    | 29911    |                |
| 12472 (968)  | Kibbelsteg o. Nr. (Lage) | O   | Brücke, Steg                                         | Kibbelsteg | 2000–01                           | Gerkan, Marg und Partner                                                                                         | 29911    |                |
| 12498 (968)  | Kleine Wandrahmsbrücke o. Nr. (Lage) | O   | Brücke                                               | | 1887                              | | 29911    |                |
| 12489 (968)  | Kleines Fleet (Lage) | O   | Kanal, Fleet                                         | Kleines Fleet | 1885, ab                          | | 29911    |                |
| 14139 (1261) | Koreastraße 1 (Lage) | O   | Speicher                                             | Kaispeicher B | 1878/79                           | Hanssen & Meerwein (Hanssen, Bernhard/Meerwein, Wilhelm Emil)                                                    |          | weitere Bilder |
| 30170        | Lohseplatz 1a, Shanghaiallee 7, 9, Steinschanze 4 (Lage) | E   |                                                      | Fabrik H. C. Meyer jun./ Harburger Gummi-Kamm-Co. Lohseplatz / Shanghaiallee / Steinschanze; heute als Museum genutzt |                                   | | 30170    | BW             |
| 14187 (1464) | Lohseplatz 1a (Lage) | O   | Fabrikanlage                                         | Fabrik H. C. Meyer jun./ Harburger Gummi-Kamm-Co., ehem.                                                              | 1904                              | Hagn, H. | 30170    |                |
| 29290 (1667) | Lohseplatz o. Nr., Steinschanze o. Nr. (Lage) | O   | Gleisanlagen (Überreste); Bahnsteig (Überreste)      | Hannoverscher Bahnhof                                                                                                 | 19. Jh., Ende; 20. Jh., 1. Hälfte | |          |                |
| 12430 (968)  | Neuer Wandrahm 1 (Lage) | O   | Speicher                                             | | 1891/96                           | Thielen, Georg                                                                                                   | 29911    |                |
| 12431 (968)  | Neuer Wandrahm 2 (Lage) | O   | Speicher                                             | | 1891/96                           | Thielen, Georg                                                                                                   | 29911    |                |
| 12432 (968)  | Neuer Wandrahm 3 (Lage) | O   | Speicher                                             | | 1891/96                           | Thielen, Georg                                                                                                   | 29911    |                |
| 12433 (968)  | Neuer Wandrahm 4 (Lage) | O   | Speicher                                             | | 1891/96                           | Thielen, Georg                                                                                                   | 29911    |                |
| 12434 (968)  | Neuer Wandrahm 5 (Lage) | O   | Zollpavillon                                         | | 1959, um                          | | 29911    |                |
| 14794 (968)  | Neuer Wandrahm o. Nr. (Lage) | O   | Brücke                                               | Kannengießerbrücke | 1885                              | | 29911    |                |
| 12486 (968)  | Neuerwegsbrücke o. Nr. (Lage) | O   | Brücke                                               | Neuerwegsbrücke | 1886                              | | 29911    |                |
| 12473 (968)  | Niederbaumbrücke o. Nr. (Lage) | O   | Brücke                                               | Niederbaumbrücke | 1957; 1978                        | | 29911    |                |
| 11975 (968)  | Pickhuben 2 (Lage) | O   | Kontorhaus (mit Speicherböden)                       | Block H | 1887/88                           | Thielen, Georg                                                                                                   | 29911    |                |
| 12424 (968)  | Pickhuben 3 (Lage) | O   | Börse                                                | Kaffeebörse | 1955/56                           | Schramm & Elingius (Elingius, Jürgen/Schramm, Gottfried)/Kallmorgen, Werner                                      | 29911    |                |
| 11976 (968)  | Pickhuben 4 (Lage) | O   | Kontorhaus (mit Speicherböden)                       | Block H | 1887/88                           | Thielen, Georg                                                                                                   | 29911    |                |
| 12425 (968)  | Pickhuben 5 (Lage) | O   | Speicher                                             | Block G | 1953/54                           | | 29911    |                |
| 11977 (968)  | Pickhuben 6 (Lage) | O   | Kontorhaus (mit Speicherböden)                       | Block H | 1887/88                           | Thielen, Georg                                                                                                   | 29911    |                |
| 12426 (968)  | Pickhuben 7 (Lage) | O   | Speicher                                             | Block G | 1887/88                           | | 29911    |                |
| 12427 (968)  | Pickhuben 9 (Lage) | O   | Speicher                                             | Block G | 1887/88                           | | 29911    |                |
| 12479 (968)  | Pickhubenbrücke o. Nr. (Lage) | O   | Brücke                                               | Pickhubenbrücke | 1890                              | | 29911    |                |
| 12085 (968)  | Poggenmühle 1 (Lage) | O   | Zollgelände; Zollgebäude                             | | 1899/1912                         | | 29911    |                |
| 12457 (968)  | Poggenmühle 2 (Lage) | O   | Bürogebäude/Zollamt                                  | | 1908, um                          | | 29911    |                |
| 12189 (968)  | Poggenmühle 3 (Lage) | O   | Speicher                                             | Block W | 1925/27                           | | 29911    |                |
| 12483 (968)  | Poggenmühlenbrücke o. Nr. (Lage) | O   | Brücke                                               | Poggenmühlenbrücke | 1913                              | | 29911    |                |
| 12478 (968)  | Sandbrücke o. Nr. (Lage) | O   | Brücke                                               | Sandbrücke | 1887                              | | 29911    |                |
| 12501 (968)  | Sandtorhöft o. Nr. | O   | Höft                                                 | Sandtorhöft | 19. Jh., 4. Viertel               | | 29911    |                |
| 12500 (968)  | Sandtorkai o. Nr. | O   | Kaianlagen (in Teilen)                               | Sandtorkai (in Teilen)                                                                                                | 19. Jh., Ende                     | | 29911    |                |
| 28657        | Shanghaiallee 7 (Lage) | O   | Fabrikanlage                                         | Fabrik H. C. Meyer jun./ Harburger Gummi-Kamm-Co., ehem.                                                              | 1904                              | Hagn, H. | 30170    |                |
| 28658        | Shanghaiallee 9 (Lage) | O   | Fabrikanlage                                         | Fabrik H. C. Meyer jun./ Harburger Gummi-Kamm-Co., ehem.                                                              | 1904                              | Hagn, H. | 30170    |                |
| 12485 (968)  | St. Annenbrücke o. Nr. (Lage) | O   | Brücke                                               | St. Annenbrücke | 1955                              | | 29911    |                |
| 12279 (968)  | St. Annenfleet (Lage) | O   | Kanal, Fleet                                         | St. Annenfleet | 1888, ab                          | | 29911    |                |
| 12276 (968)  | St. Annenufer 2 (Lage) | O   | Speicher                                             | Block Q | 1887/88                           | Hanssen & Meerwein (Hanssen, Bernhard/Meerwein, Wilhelm Emil)                                                    | 29911    |                |
| 12333 (968)  | St. Annenufer 3 (Lage) | O   | Speicher                                             | Block Q | 1887/88                           | Hanssen & Meerwein (Hanssen, Bernhard/Meerwein, Wilhelm Emil)                                                    | 29911    |                |
| 12334 (968)  | St. Annenufer 4 (Lage) | O   | Speicher                                             | Block Q | 1887/88                           | Hanssen & Meerwein (Hanssen, Bernhard/Meerwein, Wilhelm Emil)                                                    | 29911    |                |
| 12335 (968)  | St. Annenufer 5 (Lage) | O   | Speicher                                             | Block Q | 1887/88                           | Hanssen & Meerwein (Hanssen, Bernhard/Meerwein, Wilhelm Emil)                                                    | 29911    |                |
| 12336 (968)  | St. Annenufer 6 (Lage) | O   | Speicher                                             | Block Q | 1887/88                           | Hanssen & Meerwein (Hanssen, Bernhard/Meerwein, Wilhelm Emil)                                                    | 29911    |                |
| 14188 (1464) | Steinschanze 4 (Lage) | O   | Fabrikanlage                                         | Fabrik H. C. Meyer jun./ Harburger Gummi-Kamm-Co., ehem.                                                              | 1904                              | Hagn, H. | 30170    |                |
| 14127 (1264) | Stockmeyerstraße 39 (Lage) | O   | Gaststätte, Kantine (Kaffeeklappe für Hafenarbeiter) | Oberhafenkantine | 1923–25                           | Wegner, Willy |          | weitere Bilder |
| 12456 (968)  | Teerhof 1 (Lage) | O   | Verwaltungsgebäude (Zollamt)                         | | 1908, um                          | | 29911    |                |
| 12481 (968)  | Wandbereiterbrücke o. Nr. (Lage) | O   | Brücke                                               | Wandbereiterbrücke | 1902                              | | 29911    |                |
| 12277 (968)  | Wandrahmsfleet (Lage) | O   | Kanal, Fleet                                         | Wandrahmsfleet | 1888, ab                          | | 29911    |                |
| 12482 (968)  | Wandrahmsfleetbrücke o. Nr. (Lage) | O   | Brücke                                               | Wandrahmsfleetbrücke                                                                                                  | 1900                              | | 29911    |                |
| 12477 (968)  | Wilhelminenbrücke o. Nr. (Lage) | O   | Brücke                                               | Wilhelminenbrücke | 1990er Jahre                      | | 29911    |                |